# Antígon de Cime
Antígon de Cime（grec antic: Ἀντίγονος, llatí: Antigonus), fou un escriptor grec de Cime (Àsia Menor) que va escriure sobre agricultura. L'esmenten Plini el Vell, Marc Terenci Varró i Luci Juni Moderat Columel·la.